# Europäische Agentur für Sicherheit und Gesundheitsschutz am Arbeitsplatz
Die Europäische Agentur für Sicherheit und Gesundheitsschutz am Arbeitsplatz (Abk. EU-OSHA) zielt darauf ab, die Arbeitsplätze in der EU sicherer, gesünder und produktiver zu machen.
Sie wurde am 18. Juli 1994 auf Beschluss des Rates gegründet und hat ihren Sitz in Bilbao in Spanien.
Die Agentur nimmt die Rolle eines Vermittlers ein, um Informationen über sicherere Arbeitsplätze zu sammeln und zu analysieren und an die Arbeitgeber zu verbreiten. Als Beispiel wäre hier die wiederholt durchgeführte Europäische Unternehmenserhebung über neue und aufkommende Risiken (ESENER – European Survey of Enterprises on New and Emerging Risks) zu nennen.
Die Agentur ist eine EU-Organisation, die sich aus Repräsentanten dreier Gruppen zusammensetzt: Vertretern der Regierungen der Mitgliedstaaten, der Arbeitgeber und der Arbeitnehmer. Neben Informationen für die Arbeitgeber will sie dabei auch die Unternehmen beraten, wie bessere Arbeitsbedingungen auf einfachem und effektivem Weg erreicht werden können.